# 張筑涵
張筑涵（1993年3月1日—）是一名台灣女子輕艇運動員。張筑涵透過2019世錦賽成績取得東京奧運的參賽資格，也成為台灣史上首位取得奧運輕艇項目參賽資格的選手。張筑涵參加2023年亞錦賽，以115秒32拿下K1銅牌，排名在前的國家已取得奧運資格，所以由排名在後的張筑涵遞補取的奧運參賽資格，使她成為台灣首位連兩屆闖進奧運的輕艇激流運動員。目前為臺中市立四育國民中學、臺中市立東峰國民中學專任輕艇教練。

## 比賽紀錄
- 2009年中華民國全國運動會輕艇競速及激流項目–各一金牌
- 2010年亞洲運動會輕艇激流標竿–第5名
- 2013年南投亞洲輕艇錦標賽女子輕艇K1個人賽–銀牌
- 2013年南投亞錦賽女子輕艇K1團體賽–銀牌
- 2014年亞洲運動會輕艇激流標竿–銀牌
- 2016年富山亞錦賽女子輕艇K1團體賽–銅牌
- 2017年泰國亞錦賽女子輕艇K1團體賽–銀牌
- 2018年亞洲運動會輕艇激流標竿–銅牌[3]
- 2019年西班牙世界錦標賽女子輕艇激流K1–第26名並首獲奧運資格
- 2020年夏季奧林匹克運動會女子輕艇激流K1–第26名
- 2022年亞洲運動會輕艇激流標竿–金牌[4]
- 2023年東京亞錦賽女子輕艇激流K1個人賽–銅牌（奧運資格）
- 2024年夏季奧林匹克運動會女子輕艇激流K1–第23名

## 外部連結
- 張筑涵在International Canoe Federation（英语）
- 張筑涵在Olympedia（英语）
- 張筑涵的Instagram帳戶